# Bertha Günther
Bertha Günther, née le 8 juin 1894 à Bremerhaven et morte le 24 décembre 1975 à Siegen, est une artiste allemande célèbre pour ses recherches sur les photogrammes. Elle est aussi danseuse et professeure d'eurythmie. Elle est une des premières élèves de l’École d'éducation physique, d'agriculture et d'artisanat de Loheland.

## Biographie

### Enfance et formation
Bertha Günther est née à Bremerhaven le 8 juin 1894. En octobre 1913, elle entre au séminaire de gymnastique classique dirigé par Hedwig von Rohden (1890–1987) et Louise Langgaard (1883–1974) à Cassel. 

### Loheland et la danse
Berta Günther est une des premières élèves de l'École d'éducation physique, d'agriculture et d'artisanat de Loheland que les deux femmes fondent en 1919. Cette colonie s'inscrit dans le mouvement de réforme moderniste européen comme un lieu d’accueil d’une nouvelle génération de femmes et un établissement d’enseignement. Outre la formation en gymnastique et en danse, l'enseignement comprend du tissage, de la menuiserie, du tournage sur bois, de la couture, de la poterie ainsi que de la vannerie et du travail du cuir. Ces ateliers contribuent au financement de l'établissement et garantissent également la formation professionnelle des étudiantes. Après sa formation, Bertha Günther travaille à Loheland jusqu'en 1926.
Les femmes de Loheland sont rapidement célèbres dans toute l'Allemagne non seulement pour leur gymnastique, mais aussi pour leur danse expressioniste dont elles présentent des spectacles à travers le pays. La première représentation a lieu aux Kammerspiele de Munich et remporte un tel succès que des journalistes viennent visiter " l'île de la nouvelle féminité". Ces spectacles transmettent une nouvelle image de la féminité. Les danseuses, parmi lesquelles, Eva Maria Deinhardt, Berta Müller, Bertha Günther et Edith Sutor, portent des costumes futuristes faits de ficelles de papier et de matériaux dorés scintillants.

### Les photogrammes
Au début des années 1920, Bertha Günther travaille comme assistante, probablement dans les cours de musique et d'arts à Loheland. En même temps elle mène des recherches sur les photogrammes. Ses œuvres expérimentales sur papier couché à la lumière du jour sont principalement des représentations translucide d'herbes, de fleurs et de feuilles de plantes. Le procédé photogrammatique, dans lequel des objets plus ou moins transparents sont placés sur du papier photographique puis exposés de manière à ce que leurs ombres soient capturées sur le papier photographique, est connu depuis plus de cent ans à cette époque. Thomas Wedgwood l'utilise déjà avant l'apparition de la photographie en 1839 et, au début du XXe siècle, plusieurs artistes pratiquent cette technique qui passe au second plan, puis est oubliée, avec le développement de la photographie,.
Des reproductions des photogrammes de Bertha Günther sont publiées à l'automne 2003 dans « Kunst und Fotografie - Floris Neusüss und die Kasseler Schule für experimentelle Fotografie 1972 - 2002" dans la contribution de Herbert Molderings et sont alors exposées pour la première fois dans leur forme originale.
Seules 13 des œuvres photogrammatiques de Bertha Günther ont survécu.
On estime que Bertha Günther a inspiré le maître du Bauhaus László Moholy-Nagy lorsqu'il commence à expérimenter la technique du photogramme. Le couple László Moholy-Nagy et Lucia Moholy fait en effet plusieurs séjours dans la Rhön et a des contacts avec la colonie de femmes de Loheland. De plus, dans un essai de 1926, László Moholy-Nagy écrit « deux personnes différentes ont travaillé sur le photogramme en même temps, mais indépendamment l'une de l'autre et dans des lieux différents », à savoir « En Allemagne : une femme de Loheland, en France un photographe américain : Man Ray. ».  Renate Heyne, Herbert Molderings (de) et Floris Michael Neusüss ont démontré que cette femme de Loheland - dont László Moholy-Nagy ne donne pas le nom – est Bertha Günther. Il décrit plus précisément son travail « La Loheländerin a relancé une technique généralement négligée consistant à placer des objets sur du papier photographique et à créer ainsi des images d'ombre en plaçant des fleurs (translucides) sur la couche photographique au lieu d'objets opaques. Ces fleurs ou ce procédé donnaient généralement lieu à des images en noir et blanc ou en clair-obscur, exceptionnellement finement structurées et visuellement enchanteresses. »,,.

### Fin de vie
Bertha Günther quitte Loheland en 1926 et travaille ensuite comme eurythmiste à Bayerisch Gmain.
Elle décède le 24 décembre 1975 à Siegen. 

## Expositions (sélection)
- 2007 : Lichtbildwerkstatt Loheland : Fotografien einer neuen Generation Weib, Bauhaus-Archiv, Berlin[4].
- 2019 : Loheland 100, gelebte Visionen für eine neue Welt, Musée Vonderau (de), Fulda[2].
- 2022 : White Shadows: Anneliese Hager and the Camerasless Photograph, Harvard Art Museums[1].
- 2024-2025 : Here We Are! Women in Design 1900 – Today, Design Museum, Bruxelles.